# Sveriges Religiösa Reformförbund
Sveriges Religiösa Reformförbund (SRR) grundades 1929 av Emanuel Linderholm. 
Förbundet hette Sveriges Religiösa Reformförbund till 1974, varefter det bytte namn till Förbundet Religion och kultur (1974–1980).
SRR menade sig ha till uppgift att ”verka för en andlig frigörelse, till en förenklad och fördjupad religiös åskådning i evangeliets anda, utan dogmatisk bundenhet, och för en ansvarsmedveten etisk livsföring i samklang med tidens djupaste sedliga övertygelse och krav”.  Det har hävdats att SRR var antisemitiskt, och ett mindre antal enskilda medlemmar under 1930-talet kan identifieras som det. Historikern Lena Berggren skriver  att SRR ”inte i sin helhet kan kategoriseras som rasistiskt och antisemitiskt influerat.” 
Tidskriften Religion och kultur utgavs av organisationen.
Lista över ordförande:
- Emanuel Linderholm (1929–1937)
- Herman Neander (1937–1939) [3]
- Hugo Jungner (1939–1940) [4]
- Karl Sandegård (1940–1948) [5]
- Conrad Lönnqvist (1948–1954) [6]
- Einar Odhner (1954–1960) [7]
- Karl Gunnar Fredén (1961–1966)   [8]
- Einar Odhner (1966–1969) [9]
- Gunnar Furuland (1969–1973) [10]
- Birger Edmar (1973–1980)

En mångårig ledargestalt inom förbundet var Douglas Edenholm, som bland annat var sekreterare (1929–1948), vice ordförande (från 1948), samt redaktör för tidskriften Religion och Kultur (från 1953). En annan var August Bruhn, som blev andre vice ordförande 1938.